# 1963 en cyclisme
| Années du cyclisme : 1960 - 1961 - 1962 - 1963 - 1964 - 1965 - 1966    |
| Décennies du cyclisme : 1930 - 1940 - 1950 - 1960 - 1970 - 1980 - 1990 |

Les faits marquants de l'année 1963 en cyclisme.

## Par mois

### Février
12 février : le Suisse René Binggeli gagne la Course de côte du Mont Agel. L'épreuve ne sera pas disputée en 1964 et reprendra en 1965.
16 février : le Belge Robert Lelangue gagne le Grand Prix de Saint-Raphaël.
17 février : l'Espagnol Antonio Barrutia gagne le Tour d'Andalousie.
17 février le Français François Mahé gagne le Grand Prix de Cannes.
24 février : le Français Joseph Carrara gagne le Grand Prix d'Antibes.
24 février : le Belge Emile Daems gagne la Ronde d'Aix en Provence.
26 février : le Français Jean Dupont gagne le Grand Prix d'Aix-en-Provence.
28 février : le Français Jean Graczyk gagne le Grand Prix de Monaco.

### Mars
- 1er mars : l'Italien Arnaldo Pambianco gagne le Tour de Sardaigne.
- 1er mars : l'Espagnol Juan José Sagarduy gagne la Subida a Arrate.
- 2 mars : le Belge René Van Meenen gagne le Circuit Het Volk.
- 3 mars : l'Italien Battista Babini gagne Sassari-Cagliari.
- 3 mars : le Belge Noël Foré gagne Kuurne-Bruxelles-Kuurne.
- 9 mars : l'Espagnol José Martin Colmenajero gagne le Tour du Levant.
- 9 mars : le Belge Rik Van Looy gagne le Circuit des Régions Flamandes.
- 10 mars : l'Italien Ercole Baldini gagne la Coupe Placci.
- 15 mars : le Belge Gustave Desmet gagne le Circuit des Ardennes Flamandes.
- 16 mars : le Français Jacques Anquetil gagne Paris-Nice.
- 16 mars : le Belge Noël Foré gagne le Grand Prix E3.
- 17 mars : le Belge Adolf de Waele gagne le Trophée Masferrer.
- 17 mars : le Néerlandais Peter Post gagne le Circuit des 11 villes
- 19 mars : le Français Joseph Groussard gagne Milan-San Remo, victoire attribuée pour la première fois avec l'aide de la photo-finish[2].
- 24 mars : le Belge Benoni Beyeyt gagne Gand-Wevelgem.
- 24 mars : le Français Jacques Anquetil gagne le Critérium national de la route.
- 24 mars : l'Espagnol José Perez Frances gagne la première édition de la Semaine catalane.
- 24 mars : l'Italien Vito Taccone gagne le Tour de Toscane.
- 25 avril : cette année le championnat d'Italie sur route est organisé en circuit. L'Italien Bruno Mealli devient champion d'Italie sur route.
- 28 mars : l'Italien Adriano Durante gagne le Tour de Campanie.
- 31 mars : le Belge Noël Foré remporte le Tour des Flandres.
- 31 mars : l'Espagnol Julio Jiménez gagne la Course de côte du Mont Faron en ligne.
- 31 mars l'Italien Vittorio Adorni gagne le Tour des 4 Cantons.

### Avril
- 3 avril : le Belge Jos Wouters gagne la Flèche brabançonne.
- 7 avril : le Belge Emile Daems s'impose sur Paris-Roubaix.
- 7 avril : le Belge Clément Roman gagne " A Travers la Belgique".
- 7 avril : l'Italien Guido Carlesi gagne le Grand Prix Cemab.
- 7 avril : l'Espagnol Eusebio Velez gagne le Grand Prix de Printemps.
- 12 avril : l'Espagnol Juan José Sagarduy gagne le Grand Prix de Pâques.
- 13 avril : le Belge Frans Melkenbeeck gagne le Grand Prix de la Banque.
- 14 avril : 1re des 3 manches du championnat d'Italie sur route. L'Italien Ercole Baldini gagne le Tour de Reggio-Calabre.
- 14 avril : l'Espagnol José Perez Frances gagne le Grand Prix de Navarre pour la deuxième fois.
- 15 avril : le Belge Willy Vannitsen gagne le Circuit des Régions Fruitières.
- 16 avril : le Belge Gustave Desmet gagne le Grand Prix de Denain.
- 16 avril : le Français Jacques Simon gagne Paris-Camembert.
- 21 avril : 2e manche du championnat d'Italie sur route. L'Italien Vendramino Bariviera gagne le Grand Prix de Prato.
- 21 avril : le Belge Willy Vannitsen gagne le Grand Prix de Dortmund.
- 21 avril : l'Espagnol Federico Bahamontes gagne la Course de côte du Mont Faron cotre la montre pour la deuxième année de suite, en tout c'est sa troisième victoire dans cette épreuve.
- 25 avril : le Néerlandais Peter Post gagne le Tour de Belgique.
- 25 avril : 3e manche du championnat d'Italie sur route. l'Italien Bruno Mealli gagne le Tour de Romagne. A l'issue de la course Bruno Mealli devient champion d'Italie sur route.
- 28 avril : le Français Jean Stablinski gagne Paris-Bruxelles.
- 28 avril : le Néerlandais Piet Rentmeester gagne Bruxelles-Charleroi-Bruxelles.

### Mai
- 1er mai : le Belge Frans Melckenbeeck gagne le Grand Prix Hoboken.
- 5 mai : l'Italien Franco Balmanion gagne le Championnat de Zurich.
- 5 mai : le Belge Frans Melckenbeeck gagne Liège-Bastogne-Liège.
- 8 mai : le Belge Frans de Mulder gagne la Nokere Koerse.
- 8 mai : le Belge Marcel Van den Bogaert gagne la première édition du Grand Prix Jef Scherens.
- 6 mai : le Français Raymond Poulidor remporte sa seconde classique à l'occasion de la Flèche wallonne. Il gagne aussi le Week End Ardennais.
- 6 mai : le Français André le Dissez gagne la Polymultipliée.
- 12 mai : le Belge Willy Bocklant gagne le Tour de Romandie.
- 12 mai : le Belge Joseph Planckaert gagne les Quatre Jours de Dunkerque pour la quatrième fois.
- 13 mai : le Néerlandais Lex Van Kreuningen gagne le Tour des Pays-Bas. L'épreuve n'aura pas lieu en 1964 et reprendra en 1965.
- 15 mai : le Français Jacques Anquetil remporte la 18e édition du Tour d'Espagne. Il est le premier coureur à avoir remporté les trois grands tours (France, Italie, Espagne).
- 18 mai : le Belge Emiel Lambrecht gagne la Flèche côtière.
- 19 mai : l'Allemand Hans Junkermann gagne le Grand prix de Francfort.
- 19 mai : cette année il y a deux vainqueurs pour Mandel-Lys-Escault. La course derrière dernies est remportée par le Belge Norbert Kerkhove, celle disputée sans derny par le Belge Robert Lelangue.
- 23 mai : l'Espagnol Fernando Manzaneque gagne le Grand Prix du Midi libre.
- 23 mai : le Belge Arthur Decabooter gagne le Tour des 3 Provinces Belge.
- 25 mai : l'Allemand Klaus Bugdahl gagne le Tour de l'Oise.
- 25 mai : le Belge Martin Van Geneugden gagne le Tour du Condroz.
- 26 mai : le Britannique Tom Simpson gagne Bordeaux-Paris.
- 26 mai : le Belge Jos Dewit gagne le Tour du Brabant Central.
- 31 mai : le Français Gilbert Valdois gagne le Tour de l'Hérault.

### Juin
- 1er juin : le Belge Ludo Janssens gagne le Circuit du Limbourg.
- 2 juin : le Belge Louis Proost gagne le Tour du Brabant Ouest.
- 3 juin : le Belge Henri Luyten gagne la Flèche Hesbignonne.
- 3 juin : le Néerlandais Piet Van Est gagne le Circuit de Flandre Orientale.
- 9 juin : l'Italien Franco Balmamion gagne la 46e édition du Tour d'Italie, c'est sa seconde victoire d'affilée dans cette épreuve.
- 9 juin : le Français Jacques Anquetil gagne le Critérium du Dauphiné libéré.
- 9 juin : le Belge Marcel Van Den Bogaert gagne le Circuit Hageland-Campine Sud.
- 11 juin : l'Espagnol José Antonio Momene gagne la Vuelta a los Puertos.
- 12 juin : le Belge Willy Schroeders gagne Bruxelles-Ingooigem.
- 13 juin : comme l'année d'avant l'Italien Ercole Baldini gagne le Grand Prix de Forli. C'est sa quatrième victoire dans cette épreuve en tout.
- 16 juin : le Belge Guillaume Vantongerloo gagne la Première édition de la Flèche des Polders.
- 16 juin : le Français Jean Stablinski conserve son titre de champion de France sur route, le troisième en tout.
- 17 juin : le Soviétique Yuri Melikov gagne le Tour de Luxembourg.
- 17 juin le Britannique Tom Simpson gagne le Manx Trophy.
- 19 juin : l'Italien Giuseppe Fezzardi gagne le tour de Suisse.
- 23 juin : le Belge Henri Luyten gagne le Circuit de Belgique Centrale pour la Deuxième fois.
- 23 juin : départ du Tour de France, les vainqueurs d'étape obtiennent une minute de bonification et leurs seconds 30 secondes de bonification. Le Belge Eddy Pauwels gagne au sprint devant ses 3 compagnons d'échappée, la 1ere étape du Tour de France Paris-Epernay, 2eme le Belge Edgar Sorgeloos, 3eme le Britannique Alan Ramsbotton, 4eme l'Espagnol Federico Bahamontes. Le Belge Guillaume Van Tongerloo 5eme à 1 minute 23 secondes devance le Belge Rik Van Looy 6eme à 1 minute 28 secondes qui gagne le sprint du peloton.  Au classement général Pauwels prend le maillot jaune, 2eme à 30 secondes Sorgeloos, 3eme Ramsbotton à 1 minute. Bahamontes 4eme à 1 minute également réalise un excellent départ.
- 24 juin : le Belge Rik Van Looy gagne la 1ere demi-étape de la 2eme étape du Tour de France Reims-Jambes. Cette étape il aurait pu la remporter dans une échappée qu'il avait initié et où figurait l'Espagnol Federico Bahamontes. Le peloton ne voulant pas que l'aigle de Tolède creuse un écart important a roulé sur l'échappé. C'est au sprint que Van Looy s'impose, 2eme le Français André Darrigade, 3eme le Belge Frans Melckenbeeck puis tout le peloton. Pas de Changement pour la tête du classement général.
- le contre la montre par équipe de la 2eme demi-étape autour de Jambes est remportée par l'équipe Pelforth-Sauvage-Lejeune, 2eme l'équipe Faema-Flandria à 15 secondes, 3eme l'équipe Peugeot à 45 secondes. Les temps pris sont individuels et pas facile à comprendre, cela donne au classement général : 1er le Belge Eddy Pauwels, 2eme le Belge Edgar Sorgeloos à 30 secondes, 3eme le Britannique Alan Ramsbotton à 39 secondes. L'espagnol Federico Bahamontes reste 4eme à 1 minute 7 secondes.
- 25 juin : l'Irlandais Seamus Elliott gagne en solitaire la 3eme étape du Tour de France Jambes-Roubaix, 2eme le Français Jean Stablinski à 33 secondes, 3eme le Belge Michel Van Aerde même temps, suivent les 5 hommes qui les accompagnaient. Le peloton est morcelé, les favoris sont à 8 minutes 44 secondes. Au classement général, Elliott prend le maillot jaune, 2eme le Français Henry Anglade à 1 minute 14 secondes, 3eme le Belge Guillaume Van tongerloo à 1 minute 30 secondes.
- 26 juin : le Belge Frans Melckenbeeck gagne détaché la 4eme étape du Tour de France Roubaix-Rouen, 2eme le Belge Willy Derboven à 1 seconde, 3eme le Belge Rik Van Looy à 2 secondes, 3eme le Belge Gilbert Desmet à 4 secondes puis tout le peloton. Pas de changement en tête du classement général.
- 27 juin : l'Italien Antonio Bailetti gagne au sprint devant ses 6 compagnons d'échappée la 5eme étape du Tour de France Rouen-Rennes, 2eme l'Italien Danilo Ferrari, 3eme le Néerlandais Jan Janssen. Suivent 3 coureurs, le sprint du peloton est remporté par le Belge Rik Van Looy 7eme à 10 secondes. Pas de changement en tête du classement général.
- 28 juin : la 1ere demi-étape de la 6eme étape du Tour de France Rennes-Angers est remportée par le Belge Roger de Breucker, 2eme son compatriote Willy Vannitsen à 1 seconde, 3eme le Belge Rik Van Looy puis tout le peloton. Pas de changement au classement général.
- le contre la montre de la 2eme demi-étape autour de Angers est remporté par le Français Jacques Anquetil, 2eme le Français Raymond Poulidor à 45 secondes, 3eme le Belge Gilbert Desmet à 55 secondes, 4eme le Belge Jo Planckaert à 1 minute 3 secondes, 5eme le Belge Ferdinand Bracke à 1 minute 9 secondes, 6eme le Français Joseph Velly à 1 minute 18 secondes, 7eme le français Henry Anglade à 1 minute 22 secondes. L'Espagnol Federico Bahamontes est 10eme à 1 minute 38 secondes, le Belge Guillaume Van Tongerloo est 37eme à 2 minutes 44 secondes, l'Irlandais Seamus Elliott est 61eme à 3 minutes 32 secondes. Le Luxembourgeois Charly Gaul est 78eme à 3 minutes 53 secondes, il ne gagnera pas le Tour. Au classement général, Desmet prend le maillot jaune, 2eme à 6 secondes Anglade, 3eme Elliott à 1 minute 2 secondes. Jacques Anquetil est 7eme à 5 minutes 57 secondes, Bahamontes est 10eme à 7 minutes 33 secondes et Poulidor est 11eme à 7 minutes 44 secondes. Gaul 66eme est à 16 minutes 3 secondes.
- 29 juin : le Néerlandais Jan Janssens gagne détaché la 7eme étape du Tour de France Angers-Limoges, 2eme le Belge Rik Van Looy à 4 secondes, 3eme le Belge Nöel Foré puis tout le peloton. Pas de changement au classement général.
- 30 juin : le Belge Rik Van Looy gagne au sprint la 8eme étape du Tour de France Limoges-Bordeaux, 2eme le Belge Nöel Foré, 3eme le Belge Michel Van Aerde puis tous le peloton.

### Juillet
- 1er juillet : le Belge Pino Cerami gagne au sprint devant ses 7 compagnons d'échappée la 9eme étape du Tour de France Bordeaux-Pau, 2eme le Français André Darrigade, 3eme le Français Joseph Groussard puis 5 autres coureurs. Le Belge Rik Van Looy 9eme à 3 minutes 15 secondes gagne le sprint du peloton. Pas de changement en tête du classement général.
- 2 juillet : le Français Jacques Anquetil gagne au sprint devant ses 4 compagnons d'échappée la 10eme étape du Tour de France Pau-Bagnères de Bigorre qui emprunte les cols d'Aubisque et du Tourmalet, 2eme l'Espagnol José Perez-Frances, 3eme le Français Raymond Poulidor, 4eme l'Espagnol Federico Bahamontes tous même temps. l'Espagnol Estéban Martin 5eme concède 2 secondes. Le Belge Gilbert Desmet 8eme à 1 minute 28 secondes sauve son maillot jaune. Le Français Henry Anglade termine 19eme à 4 minutes 19 secondes. L'Irlandais Seamus Elliott 93eme à 20 minutes 15 secondes quitte les premières places. Au classement général : 1er Desmet, 2eme Anglade à 2 minutes 57 secondes, 3eme Anquetil à 3 minutes 46 secondes, 4eme Bahamontes à 6 minutes 5 secondes, 5eme Poulidor à 6 minutes 16 secondes. Le Tour doit se jouer entre ces six hommes.
- 3 juillet : le Français Guy Ignolin gagne en solitaire la 11eme étape du Tour de France Bagnères de Bigorre-Luchon qui emprunte les cols d'Aspin, de Peyresourde et du Portillon, 2eme le Français Claude Mattiot à 1 minute 15 secondes, 3eme le Français Guy Epaud à 1 minute 41 secondes, 4eme le Français Raymond Poulidor à 2 minutes 26 secondes, 5eme l'Espagnol José Perez-Frances à 2 minutes 37 secondes, 6eme l'Espagnol Angelino Soler, 7eme le Français Jacques Anquetil tous dans le même temps. l'Espagnol Federico Bahamontes termine 8eme à 2 minutes 47 secondes. Le Belge Gilbert Desmet 10eme finit 10eme à 3 minutes 20 secondes et sauve une nouvelle fois son maillot jaune. Le Français Henry Anglade 49eme à 4 minutes 35 secondes s'accroche au podium. Au classement général : 1er Desmet, 2eme Anquetil à 3 minutes 3 secondes, 3eme Anglade à 4 minutes 12 secondes, 4eme Poulidor à 5 minutes 22 secondes, 5eme Bahamontes à 5 minutes 32 secondes.
- 4 juillet : le Français André Darrigade gagne au sprint la 12eme étape du Tour de France Luchon-Toulouse qui emprunte les  cols des Ares et du Portet d'Aspet, 2eme le Belge Rik Van Looy , 3eme le Belge Michel Van Aerde puis tout le peloton. Pas de changement au classement général.
- 5 juillet : le Belge Rik Van Looy gagne en solitaire la 13eme étape du Tour de France Toulouse-Aurillac, 2eme le Français Jacques Anquetil à 37 secondes, 3eme l'Espagnol Federico Bahamontes, 4eme le Français Raymond Poulidor, 5eme le Belge Gilbert Desmet tous même temps. Le Français Henry Anglade termine 75eme à 1 minute 19 secondes. Au classement général Desmet garde le maillot jaune, 2eme Anquetil à 2 minutes 33 secondes, 3eme Poulidor à 5 minutes 22 secondes, 4eme Bahamontes à 5 minutes 32 secondes. Anglade 5eme à 6 minutes 29 secondes n'a pas perdu le contact avec les premiers. Il y a repos le 6 juillet.
- 7 juillet : le Français Guy Ignolin gagne au sprint devant ses 4 compagnons d'échappée la 14eme étape du Tour de France Aurillac-Saint Etienne qui emprunte le Puy Mary, 2eme le Français Anatole Novak, 3eme le Français Jean Gainche tous même temps, 4eme à 1 seconde le Français André Foucher, 5eme à 3 secondes le Néerlandais Dick Enthoven. l'Italien Loris Guernieri 6eme à 8 minutes 12 secondes précède de peu le peloton dont le sprint est gagné par le Belge Rik Van Looy 7eme à 8 minutes 19 secondes. Au classement général : 1er le Belge Gilbert Desmet, 2eme le Français Jacques Anquetil à 2 minutes 33 secondes, 3eme Gainche à 5 minutes 20 secondes, 4eme le Français Raymond Poulidor à 5 minutes 22 secondes, 5eme l'Espagnol Federico Bahamontes à 5 minutes 32 secondes, 6eme le Français Henry Anglade à 6 minutes 29 secondes.
- 8 juillet : l'Espagnol Federico Bahamontes gagne en s'échappant dans la dernière ascension la 15eme étape du Tour de France Saint Etienne-Grenoble qui emprunte les cols de Grand Bois et de Porte, 2eme le Français Henry Anglade à 1 minute 16 secondes, 3eme le Belge Joseph Van Hoevenaers même temps, 4eme le Belge Rik Van Looy à 2 minutes 2 secondes qui gagne le sprint du groupe où se trouve tous les favoris. Au classement général : 1er le Belge Gilbert Desmet, 2eme l'Espagnol Federico Bahamontes à 2 minutes 20 secondes, 3eme le Français Jacques Anquetil à 2 minutes 33 secondes, 4eme Anglade à 5 minutes 13 secondes, 5eme le Français Jean Gainche à 5 minutes 20 secondes, 6eme le Français Raymond Poulidor à 5 minutes 22 secondes.
- 9 juillet : l'Espagnol Fernando Manzaneque gagne en solitaire la 16eme étape du Tour de France Grenoble-Val d'Isère qui emprunte les cols de la Croix de Fer et de l'Iseran, 2eme l'Italien Renzo Fontana à 5 minutes 3 secondes, 3eme le Français Guy Epaud à 5 minutes 38 secondes, 4eme le Belge Rik Van Looy à 7 minutes 38 secondes, 5eme l'Espagnol José Perez-Frances même temps, Le Français Jacques Anquetil 8eme, son compatriote Raymond Poulidor 11eme et l'Espagnol Federico Bahamontes terminent ensemble à 7 minutes 40 secondes. Le Français Jean Gainche finit 27eme à 12 minutes 15 secondes et quitte les premières places, le Belge Gilbert Desmet 43eme à 16 minutes 32 secondes perd le maillot jaune. Ce sont les Français Guy Epiaud, Joseph Groussard et l'Italien Renzo Fontana qui ont lancé la course en s'échappant dans le col de la Croix de Fer. Avant l'attaque de l'Iseran Groussard décroche et l'Espagnol Fernando Manzaneque sort du groupe des poursuivants et rejoint les deux autres échappés. Ensuite Manzaneque attaque et part seul. Anquetil n'est attaqué dans l'Iseran ni par Bahamontes ni par Poulidor. Au classement général, Bahamontes prend le maillot, 2eme Anquetil à 3 secondes, 3eme Anglade à 2 minutes 43 secondes, 4eme Poulidor à 2 minutes 52 secondes.
- 10 juillet : le Français Jacques Anquetil gagne la 17eme étape du Tour de France Val d'Isère-Chamonix qui emprunte les cols du Petit Saint Bernard, du Grand Saint Bernard et de la Forclaz par l'ancienne route (un éboulement ayant bloqué la nouvelle route partant de Martigny). Cette ancienne route commence au lieu-dit le Brocard, elle est un véritable mur et à l'époque elle n'était pas entièrement goudronnée. Conscient que c'est le terrain idéal pour une attaque de Bahamontes, Anquetil change de vélo avant d'arriver au Brocard. Un vélo bien sur plus léger avec au pédalier un plateau adapté à l'ascension. Or à l'époque les changements de vélo n'était autorisés que sur incident mécanique, (La réglementation avait changée et il n'était plus nécessaire que le vélo soit irréparable pour autoriser le changement de vélo, ce qui avait été fatal au Belge Hector Heusghem qui perd le Tour 1922 en écopant d'une pénalité pour cela) un commissaire doit donc constater un ennui mécanique pour autoriser un tel changement de machine. Un mécanicien coupe avec une pince le câble du dérailleur et Anquetil peut changer de vélo. Les commissaires ne trouveront rien à redire malgré les réclamations déposées par le Français Raymond Poulidor et l'Espagnol Federico Bahamontes qui ont eux respecté le règlement. Cela n'aurait pas été un scandale si Anquetil avait écopé d'une pénalité pour tricherie. La direction du Tour de France embarrassée à la suite de cette affaire, autorisera à l'avenir les changements de vélo au gré des coureurs.  Voilà où en sont les choses au lieu-dit le Brocard. Un peu plus tôt Bahamontes avait franchi le col du Grand Saint Bernard avec 1 minute 30 secondes d'avance mais avait été rejoint dans la descente. L'ascension de la Forclaz commence et Anquetil résiste aux attaques de Bahamontes. A 3 KM du sommet c'est Poulidor qui cède et perd le contact, Bahamontes et Anquetil se retrouvent seuls. Bahamontes franchit le sommet de la Forclaz avec Anquetil dans sa Roue. Ce dernier change à nouveau de vélo et reprend le vélo avec le câble de dérailleur réparé.  A Chamonix, au sprint Anquetil bat Bahamontes 2eme et récolte au passage la minute de bonification. Le Belge Rik Van Looy réalise une performance inattendue en terminant 3eme à 18 secondes, 4eme l'Espagnol José Perez-Frances, 5eme l'Allemand Hans Junkermann, 6eme l'Italien Renzo Fontana, 7eme le Belge Armand Desmet (A ne pas confondre avec Gilbert Desmet) tous même temps. Poulidor termine 17eme à 8 minutes 23 secondes, le Tour est perdu pour lui, il se retrouve 8eme au classement général à 12 minutes 12 secondes. Le Français Henry Anglade finit beaucoup plus loin 26eme à 11minutes 40 secondes. En tête du classement général, Anquetil prend le maillot jaune en devançant Bahamontes de 28 secondes, 3eme Perez-Frances à 6 minutes 43 secondes. La victoire finale doit se jouer entre les deux premiers dans l'étape contre la montre, Anquetil est bien sur archi favori.
- 10 juillet : le Belge André Noyelle gagne le Circuit des Monts du Sud-Ouest.
- 11 juillet : le Belge Frans Brands gagne au sprint la 18eme étape du Tour de France Chamonix-Lons le Saunier qui emprunte le col de la faucille, 2eme le Belge Rik Van Looy, 3eme le Belge Benoni Beheyt puis tout le peloton. Pas de changement au classement général
- 12 juillet : le contre la montre de la 19eme étape du Tour de France Arbois-Besançon est remportée par le Français Jacques Anquetil, 2eme le Belge Ferdinand Bracke à 1 minute 4 secondes, 3eme un extraordinaire Federico Bahamontes à 2 minutes 7 secondes, l'Espagnol a démontré des qualités de rouleur que l'on ne lui soupçonnait pas. L'Espagnol José Perez-Sanchez termine 6eme à 2 minutes 31 secondes. Au classement général avec la bonification : 1er Anquetil, 2eme Bahamontes à 3 minutes 35 secondes, 3eme Perez-Sanchez à 10 minutes 14 secondes. Ce classement n'évoluera plus jusqu'à Paris.  A noter qu'Anquetil a glané 4 minutes 30 secondes de bonification durant le Tour et que Bahamontes en a glané 1 minute 30 secondes. Sans les bonifications Anquetil ne gagne le Tour qu'avec 35 secondes d'avance sur Bahamontes.
- 13 juillet : le Belge Roger de Breucker gagne au sprint devant ses 2 compagnons d'échappée la 20eme étape du Tour de France Besançon-Troyes, 2eme le Belge Martin Van Geneugden, 3eme le Belge Willy Derboven, le sprint du peloton est remporté par le Belge Rik Van Looy 4eme à 16 secondes.
- 14 juillet : le Belge Rik Van Looy gagne au sprint la 21eme étape du Tour de France Troyes-Paris, 2eme le Belge Benoni Beheyt, 3eme le Belge Robert Lelangue puis tout le peloton. Le Français Jacques Anquetil remporte le quatrième de ses cinq Tours de France et devient seul recordman de l'épreuve, 2eme l'Espagnol Federico Bahamontes à 3 minutes 35 secondes, 3eme l'Espagnol José Perez-Frances à 10 minutes 14 secondes.  Bahamontes à 35 ans gagne, comme l'an dernier, le Grand Prix de la montagne, qui n'a pas encore de maillot distinctif, pour la cinquième fois. Le Belge Rik Van Looy gagne le classement par points symbolisé par le maillot vert.
- 21 juillet : l'Italien Adriano Durante gagne le Tour du Piémont.
- 21 luillet : le Néerlandais Peter Post devient champion des Pays-Bas sur route.
- 21 juillet : l'Espagnol José Perez Sanchez devient champion d'Espagne sur route.
- 21 juillet : le Luxembourgeois Roger Thull devient champion du Luxembourg sur route.
- 21 juillet : l'Allemand Sigi Renz devient champion de RFA sur route.
- 21 juillet : le Suisse Attilio Moresi devient champion de Suisse sur route.
- 21 juillet : le Belge Rik Van Looy devient champion de Belgique sur route pour la deuxième fois.
- 22 juillet : le Belge Benoni Beheyt gagne le Grand Prix de Fourmies.
- 25 juillet : l'Espagnol Antonio Barrutia gagne le Grand Prix de Villafranca.
- 28 juillet : l'Italien Pierino Baffi gagne le Trophée Matteotti pour la deuxième année d'affilée.
- 28 juillet : le Suisse Rudolf Hauser gagne le Tour du Nord-Ouest de la Suisse.
- 30 juillet : comme l'an dernier le Belge Petrus Oellibrandt gagne le Grand Prix de l'Escaut. C'est sa troisième victoire en tout dans cette épreuve.

### Août
- 1er août : le Français Raymond Poulidor gagne le Bol d'Or des Monedières.
- 4 août : l'Allemand Rudi Altig gagne la première édition de Paris-Luxembourg.
- 4 août : l'Italien Adriano Durante gagne Milan-Vignola.
- 1er-7 août : Championnat du monde de cyclisme sur piste à Rocourt (Belgique). L'Italien Sante Gaiardoni est champion du monde de vitesse professionnelle. Le Belge Patrick Sercu est champion du monde de vitesse amateur. L'Italien Leandro Faggin est champion du monde de poursuite professionnelle. Le Belge Jean Walschaerts est champion du monde de poursuite amateur.
- 10 août : à Renaix (Belgique) la Belge Yvonne Reynders est championne du monde sur route féminine pour la troisième fois.
- 10 août : à Renaix (Belgique) l'Italien Aviano Vicentini devient champion du monde amateur sur route.
- 11 août : le Belge Benoni Beheyt devient champion du monde sur route à Renaix dans son propre pays. Le Belge Rik Van Looy est médaille d'argent et le Néerlandais Jo de Haan est médaille de bronze. Le sprint a été houleux, Van looy voulait s'imposer chez lui en Belgique et demandait a toutes l'équipe Belge de courir pour lui. Lors du sprint final alors qu'il est à l'extrême droite de la route il aperçoit Beheyt sprintant au centre de la route. Pris d'un mouvement d'humeur Van looy quitte sa trajectoire et tasse Beheyt. Les deux coureurs obliquent sur l'extrême gauche de la route, à ce moment Beheyt se dégage en repoussant de son bras droit Van looy et franchit la ligne en vainqueur. Van Looy crie à la trahison. Cependant Il est surprenant que Van looy n'ait pas été déclassé. Il est à noter qu'en obliquant comme il l'a fait Van Looy a rallongé sa course de plusieurs mètres. S'il avait gardé sa ligne, Van Looy aurait surement gagné le championnat du monde pour la troisième fois, devant un Beheyt qu'il a battu à tous les sprints du Tour de France..
- 12 août : le Français Jean Dupont gagne le Tour du Morbihan.
- 15 août : le Belge Etienne Vercauteren gagne la Flèche Anversoise.
- 18 août : l'Italien Italo Zilioli gagne les 3 vallées Varésines.
- 19 août : l'Italien Roberto Nencioli gagne le grand prix de Camaiore pour la deuxième année d'affilée.
- 20 août : le Belge Jean Baptiste Claes gagne le Grand Prix de Zottegem.
- 24 août : l'Espagnol Valentin Uriona Lauricia gagne le Grand Prix de LLodio.
- 26 août : le Belge Henri de Wolf gagne la Course des raisins à Overijse.
- 27 août : le Belge Joseph Schils gagne la Coupe Sels pour la deuxième fois.

### Septembre
- 1er septembre : l'Italien Italo Zilioli gagne le Tour des Apennins.
- 1er septembre : le Belge Georges Van Coningsloo gagne Bruxelles-Verviers.
- 3 septembre : le Belge Wim Van Est gagne le Grand Prix de Brasschaat.
- 3 septembre : le Belge Rik Van Looy gagne le Circuit des boucles de l'Aulne.
- 8 septembre : l'Italien Adriano Durante gagne le Tour du Latium.
- 8 septembre : le Belge Georges Van Coningsloo gagne la Poly Lyonnaise.
- 8 septembre : le Belge André Noyelle gagne le Tour des Régions Linières
- 12 septembre : le Belge Gustave Van Vaerenbergh gagne le Championnat des Flandres.
- 15 septembre : le Français Raymond Poulidor gagne le Grand Prix des Nations.
- 15 septembre : le Français Joseph Novales gagne le Tour de Catalogne.
- 15 septembre : le Belge Clément Roman gagne le Grand prix d'Isbergues.
- 19 septembre : l'Italien Italo Zilioli gagne le Tour de Vénétie.
- 19 septembre : le Belge Karel de Laet gagne le Grand Prix d'Orchies.
- 22 septembre : l'Italien Aldo Moser gagne le Trophée Bernocchi.
- 22 septembre : l'Espagnol Carlos Echeverria gagne le Tour de la Rioja pour la deuxième année d'affilée.
- 26 septembre : le Belge Robert Vandecaveye gagne le Circuit du Houtland.
- 29 septembre : l'Espagnol Antonio Karmany gagne la Subida a Naranco pour la deuxième fois.

### Octobre
- 4 octobre : l'Italien Italo Zilioli gagne le Tour d'Émilie.
- 6 octobre : l'Italien Dino Bruni gagne la Coupe Sabatini pour la deuxième fois.
- 6 octobre : le Néerlandais Jo de Roo conserve son titre sur Paris-Tours.
- 12 octobre : l'Italien Franco Cribiori gagne Milan-Turin.
- 13 octobre : le Britannique Albert Hitchen devient champion de Grande-Bretagne sur route.
- 14 octobre : le Français Raymond Poulidor gagne le Grand Prix de Lugano.
- 15 octobre : le Belge Gustave Desmet gagne le Grand Prix de Clôture.
- 16 octobre : l'Espagnol Jaime Alomar gagne la Coppa Agostoni.
- 19 octobre : le Néerlandais Jo de Roo conserve son titre sur Tour de Lombardie devenant le seul cycliste à ce jour à avoir réalisé deux fois le doublé Paris-Tours - Tour de Lombardie.
- Le Trophée Super Prestige Pernod est remporté par le Français Jacques Anquetil pour la deuxième fois. Anquetil remporte aussi le Trophée Prestige Pernod pour la deuxième fois, son compatriote Joseph Velly gagne le Trophée Promotion Pernod.

### Novembre
- 1er novembre : le Français Joseph Velly et le Français Joseph Novales gagnent le Trophée Baracchi.

## Principales naissances
- 14 janvier : Gert-Jan Theunisse, cycliste néerlandais.
- 19 janvier : Silvio Martinello, cycliste italien.
- 22 janvier : Andreï Tchmil.
- 8 février : Bruno Cornillet, cycliste français.
- 28 février : Claudio Chiappucci, cycliste italien.
- 6 mars : Bruno Wojtinek, cycliste français.
- 20 mai : Gintautas Umaras, cycliste lituanien.
- 25 mai : Iñaki Gastón, cycliste espagnol.
- 25 juin : Thierry Marie, cycliste français.
- 10 juillet :
  - Roberto Amadio, cycliste italien.
  - Ronan Pensec, cycliste français.
- 16 août : Jelle Nijdam, cycliste néerlandais.
- 2 décembre : Éric Boyer, cycliste français.
- 4 décembre : Jesús Montoya, cycliste espagnol.
- 25 décembre : Fabio Bordonali, cycliste italien.

## Principaux décès
- 28 janvier : Gustave Garrigou, cycliste français. (° 24 septembre 1884).